# Bolosjnevo
Bolosjnevo (ryska: Болошнево) är en by i kommunen Vysjgorodskoje i distriktet Rjazanskij i Rjazan oblast. Byn är belägen ost om Jurasovo och Pulkovo och har de större samhällena Listvjanka i norr och Vysjgorod till nordost respektive. Andra samhällen inom ett par kilometers radie är Chrapiljevo, Datjnaja, Tichonovgorod och Naumovo.
Avfolkningsbygden har förlorat över hälften av sina invånare på ett sekel då befolkningen år 1906 var 1 322 invånare. 2010 hade siffran sjunkit till 509 invånare, icke minst på grund av områdets tragiska historia under andra världskriget. men är trots det kommunens tredje största samhälle.